# Таррио, Оскар
Оскар Тарри́о (исп. Oscar Tarrío; 14 апреля 1909, Буэнос-Айрес — 23 ноября 1973, Португалия) — аргентинский футболист, защитник. Племянник футболиста Альфредо Лармеу. Брат футболиста Эсекиля Таррио.

## Карьера
Оскар Таррио начал карьеру в клубе «Спортиво» из Док-Суд. Оттуда он перешёл в состав «Сан-Лоренсо», где дебютировал 18 декабря 1927 года против клуба «Эстудиантиль Портеньо». В составе этой команды футболист сыграл 58 матчей, а также выиграл чемпионат Аргентины в 1927 году. В 1931 году в клубе вспыхнул конфликт, связанный с появлением профессиональных команд в аргентинском футболе. В том же году он поехал в турне клуба «Химнасия и Эсгрима» по Европе. После этого он стал играть в футбол в команде «Феррокаррильес дель Эстадо». В 1932 году Таррио ушёл в «Ньюэллс Олд Бойз». За клуб Оскар провёл 47 встреч, а также выиграл два чемпионата Росарио. После этого защитник возвратился в «Сан-Лоренсо», где выступал 4 года, сыграв в 75 матчах и выиграв в 1936 году чемпионат страны.
В 1938 году Таррио уехал во Францию, где дебютировал в товарищеской игре с «Страсбуром». В клубе он играл вместе с Алехандро Скопелли. В 1939 году Оскар, вместе с ним перешёл в португальскую команду «Белененсеш». При этом Скопелли, выполняющий роль играющего тренера, использовал Таррио в качестве либеро. За «Белененсеш» защитник сыграл в 29 матчах. С клубом он занял третье место в чемпионате Португалии и дойдя до финала Кубка страны. В том же году он возвратился в Аргентину, став главным тренером «Сан-Лоренсо». Годом позже он перешил возобновить карьеру, но сыграв один матч за «Сан-Лоренсо» 30 марта 1941 года с «Ньюэллс Олд Бойз» (1:5) покинул клуб. Завершил карьеру футболист в «Атланте», сыграв в 1941 году 26 встреч. В 1943 году Таррио возглавил клуб «Бока Хуниорс». Клуб под его руководством провёл 31 матч, из которых выиграл 15, 8 свёл вничью и 8 проиграл.

## Международная статистика
| Матчи Оскара Таррио за сборную Аргентины | Матчи Оскара Таррио за сборную Аргентины | Матчи Оскара Таррио за сборную Аргентины | Матчи Оскара Таррио за сборную Аргентины | Матчи Оскара Таррио за сборную Аргентины | Матчи Оскара Таррио за сборную Аргентины | Матчи Оскара Таррио за сборную Аргентины |
| ---------------------------------------- | ---------------------------------------- | ---------------------------------------- | ---------------------------------------- | ---------------------------------------- | ---------------------------------------- | ---------------------------------------- |
| №                                        | Дата                                     | Место проведения                         | Оппонент                                 | Счёт                                     | Голы                                     | Турнир                                   |
| 1                                        | 3 ноября 1929                            | Буэнос-Айрес                             | Перу                                     | 3:0                                      | −                                        | Чемпионат Южной Америки                  |
| 2                                        | 10 ноября 1929                           | Буэнос-Айрес                             | Парагвай                                 | 4:1                                      | −                                        | Чемпионат Южной Америки                  |
| 3                                        | 17 ноября 1929                           | Буэнос-Айрес                             | Уругвай                                  | 2:0                                      | −                                        | Чемпионат Южной Америки                  |
| 4                                        | 25 мая 1930                              | Буэнос-Айрес                             | Уругвай                                  | 1:1                                      | −                                        | Кубок Ньютона                            |
| 5                                        | 3 августа 1930                           | Буэнос-Айрес                             | Югославия                                | 3:1                                      | −                                        | Товарищеский матч                        |
| 6                                        | 4 июля 1931                              | Буэнос-Айрес                             | Парагвай                                 | 1:1                                      | —                                        | Кубок Шевалье Бутеля                     |
| 7                                        | 9 августа 1936                           | Буэнос-Айрес                             | Уругвай                                  | 1:0                                      | −                                        | Кубок Хуана Миньябуру                    |
| 8                                        | 20 сентября 1936                         | Монтевидео                               | Уругвай                                  | 1:2                                      | −                                        | Кубок Эктора Гомеса                      |
| 9                                        | 30 декабря 1936                          | Буэнос-Айрес                             | Чили                                     | 2:1                                      | −                                        | Чемпионат Южной Америки                  |
| 10                                       | 9 января 1937                            | Буэнос-Айрес                             | Парагвай                                 | 6:1                                      | −                                        | Чемпионат Южной Америки                  |
| 11                                       | 23 января 1937                           | Буэнос-Айрес                             | Уругвай                                  | 2:3                                      | −                                        | Чемпионат Южной Америки                  |
| 12                                       | 30 января 1937                           | Буэнос-Айрес                             | Бразилия                                 | 1:0                                      | −                                        | Чемпионат Южной Америки                  |
| 13                                       | 1 февраля 1937                           | Буэнос-Айрес                             | Бразилия                                 | 2:0                                      | −                                        | Чемпионат Южной Америки                  |

## Достижения
- Чемпион Аргентины: 1927, 1936
- Обладатель Кубка Альдао: 1927
- Чемпионат Южной Америки: 1929, 1937
- Обладатель Кубка Шевалье Бутеля: 1931
- Обладатель Кубка Хуана Миньябуру: 1936